# Мерингер, Питер
Питер Джозеф «Канзасский смерч» Мерингер (англ. Peter Joseph "Kansas Whirlwind" Mehringer; 15 июля 1910, Джетмор, Канзас, США — 27 августа 1987, Пулмен, округ Уитмен, штат Вашингтон, США) — американский борец вольного стиля, чемпион Олимпийских игр. Также игрок в американский футбол.

## Биография
Родился на ферме в Канзасе в 1910 году в семье немецких эмигрантов. Как рассказывал сам борец, в семье было шесть братьев и надо было уметь постоять за себя, и он однажды выписал из Омахи самоучитель с уроками по борьбе. Из этого курса он почерпнул первоначальные знания о борьбе, и затем самосовершенствовался, почти никогда не обучаясь борьбе у тренеров (исключая первые годы университета, когда его тренировал Леон Браун). Затем в школе старших классов городка Кинсли ему было позволено самому тренировать команду борцов, которая в 1928 году заняла четвёртое место в штате, а сам Питер Мерингер стал чемпионом штата среди школьников. В 1930 году автостопом добрался до Топики, где сумел стать чемпионом штата в тяжёлом весе среди взрослых. В том же году окончил школу и поступил в Канзасский университет.
Там, в большей степени Питер Мерингер был занят американским футболом, выступал за команду Канзасского университета, где играл нападающего тэкла. Занятия футболом и поездки на соревнования оплачивались университетом, тогда как занятия борьбой не были популярны в университете, и Питер Мерингер был вынужден изыскивать средства сам. Несмотря на тот факт, что в течение своей карьеры он проигрывал лишь дважды, он ни разу не был национальным чемпионом, в 1932 году заняв только второе место. Это было связано в том числе с трудностями поездок на соревнования. Он дважды становился чемпионом Канзаса и трижды — чемпионом Missouri Valley Conference.
Питер Мерингер пытался отобраться на олимпийские игры 1932 года в тяжёлом весе в отборочных соревнованиях в Колумбусе, но потерпел неудачу в схватке с Джеком Райли. Однако на Мерингера возлагались большие надежды и ему предоставили шанс выступить в полутяжёлом весе. Это ему сообщили за 12 дней до начала соревнований, и он был вынужден сбросить около семи килограммов за эти дни. Сбросить вес ему помогло отсутствие денег. В мире шла Великая депрессия и Питер Мерингер несколько дней добирался в Лос-Анджелес автостопом.
На Летних Олимпийских играх 1932 года в Лос-Анджелесе боролся в категории до 87 килограммов (полутяжёлый вес); титул оспаривали 4 человека. Выбывание из турнира проходило по мере накопления штрафных баллов. Схватку судили трое судей, за чистую победу штрафные баллы не начислялись, за победу решением судей при любом соотношении голосов начислялся 1 штрафной балл, за проигрыш решением 2-1 начислялись 2 штрафных балла, проигрыш решением 3-0 и чистый проигрыш карался 3 штрафными баллами. Жребий свёл Питера Мерингера в первой схватке с чемпионом предыдущей олимпиады Туре Шёстедтом, и в упорной схватке Питер Мерингер смог одолеть явного фаворита. Победив ещё в двух схватках Питер Мерингер стал олимпийским чемпионом.
| Круг | Соперник      | Страна    | Результат | Основание                | Время схватки |
| ---- | ------------- | --------- | --------- | ------------------------ | ------------- |
| 1    | Туре Шёстедт  | Швеция    | Победа    | Туше (0 штрафных баллов) | 13:37         |
| 2    | Гарри Мэдисон | Канада    | Победа    | Туше (0 штрафных баллов) | 14:44         |
| 3    | Эдди Скарф    | Австралия | Победа    | 3-0 (1 штрафной балл)    | -             |

Финансовые трудности не позволили продолжить обучение в университете и после Олимпийских игр Питер Мерингер перешёл в профессиональный американский футбол, играл за «Чикаго Кардиналс» и «Лос-Анджелес Буллдогс». Всего в футболе Питер Мерингер провёл 13 сезонов. В футбол играл до 1945 года. Кроме того, Мерингер подрабатывал участием в эпизодах в кино, массовках и как каскадёр. Снялся более чем в 40 фильмах, в том числе в фильме Knute Rockne, All American вместе с Рональдом Рейганом. С 1936 года также выступал как профессиональный борец, гастролируя в США и за рубежом, с 1936 года в основном в Австралии и Новой Зеландии. В 1935 году смог завершить обучение.
В Лос-Анджелесе Питер Мерингер женился. Его сын, Питер Мерингер младший, сейчас известный учёный, археолог, профессор Университета штата Вашингтон.
В 1950-х гг. Питер Мерингер оставил спорт и стал инженером в Департаменте общественных работ Лос-Анджелеса. Ему приписывают либо проектирование, либо строительство известного туннеля на бульваре Сепульведа, который можно увидеть в фильмах «Назад в будущее» и «Кто подставил кролика Роджера».
Умер в 1987 году.
Введён в несколько почётных залов борьбы в США, в том числе в Национальный зал славы борьбы (1983).